# Eirik Lunder
Eirik Lunder (født 9. juni 1999 i Sola) er en forhenværende cykelrytter fra Norge, der senest kørte for Team Coop-Repsol.